# Schizophonic (Nuno Bettencourt)
| Recensione | Giudizio |
| ---------- | -------- |
| Allmusic   | link     |

Schizophonic è l'album di debutto da solista del 1997 del chitarrista Nuno Bettencourt, già membro della band Extreme. Bettencourt è accreditato sulla copertina semplicemente come "Nuno".

## Descrizione
Preso atto delle tendenze musicali del momento Bettencourt decise di aggiungere al suo stile un tocco di rock alternativo. L'album fu scritto assieme al produttore Anthony J. Resta, già noto per il suo lavoro con i Duran Duran durante il loro grande ritorno. In seguito registrò due dischi alla guida della band Mourning Widows, uno con i Population 1 (per lo più registrato da solo) e poi un altro con la stessa band ma con un nome diverso, DramaGods. La registrazione di Schizophonic iniziò  durante il tour degli Extreme per il loro ultimo album in studio Waiting for the Punchline.
Bettencourt scrisse la maggior parte delle canzoni e suonò la maggior parte degli strumenti dell'album, ad eccezione di You, in cui la voce è condivisa con il coautore ed ex compagno di band Gary Cherone, della batteria in Swollen Princess, Fine by Me (Mike Mangini), Fallen Angels e Note in the Screen Door. Karmalaa e Severed sono stati scritti con Anthony J. Resta. La copertina dell'album mostra Bettencourt vestito da donna con una vistosa cicatrice sulla fronte.

## Tracce
Tutte le canzoni sono state scritte da Bettencourt eccetto dove indicato.
1. Gravity – 3:45
2. Swollen Princess – 3:12
3. What You Want – 3:31
4. Fallen Angels – 4:00 (Bettencourt, Anthony J. Resta)
5. 2 Weeks in Dizkneelande – 3:16
6. Pursuit of Happiness – 3:33 (Bettencourt, Gary Cherone)
7. Fine by Me – 3:42
8. Karmalaa – 3:26 (Bettencourt, Resta)
9. Confrontation – 3:46
10. Note on the Screen Door – 4:13 (Bettencourt, Resta)
11. I Wonder – 4:21
12. Got to Have You – 4:53
13. You – 4:25 (Bettencourt, Cherone)
14. Severed – 4:06 (Bettencourt, Resta)
15. Hop the Train (Japanese Bonus Track)
16. Garbage (Japanese Bonus Track)

## Formazione
- Nuno Bettencourt – voce, chitarre, basso, batteria
- Gary Cherone – voce sulla traccia 14
- Mike Mangini - batteria nelle tracce 2 e 8